# Thelma & Louise
Thelma & Louise är en amerikansk film från 1991 i regi av Ridley Scott. Titelrollerna spelas av Susan Sarandon och Geena Davis.

## Handling
Filmen handlar om två kvinnor, Thelma (Geena Davis) och Louise (Susan Sarandon), som bestämmer sig för att lämna allt och ge sig ut på USA:s vägar. De vill bort från storstaden och ut på landet. Dock tar resan sig en ordentlig vändning efter att en man försöker våldta Thelma. Det slutar med att han blir skjuten av Louise och de är tvungna att fly från polisen, eftersom inga vittnen finns till våldtäktsförsöket. Det blir nu en kamp på liv och död.

## Om filmen
Filmen ses som ett vanligt exempel på en klassisk roadmovie. Filmen orsakade stor debatt i USA med tanke på kvinnornas våldsamma uppträdande.

## Rollista
- Geena Davis – Thelma
- Susan Sarandon – Louise
- Harvey Keitel – Hal
- Michael Madsen – Jimmy
- Christopher McDonald – Darryl
- Stephen Tobolowsky – Max
- Brad Pitt – J.D.
- Marco St. John – lastbilsföraren